# Arbeitsgemeinschaft für sparsamen und umweltfreundlichen Energieverbrauch
Die Arbeitsgemeinschaft für sparsamen und umweltfreundlichen Energieverbrauch e.V., abgekürzt ASUE, ist ein Interessenverband zur Verbreitung und Weiterentwicklung von sparsamen und umweltschonenden Erdgas-Anwendungen. Im Hinblick auf eine erfolgreiche Energie- und Wärmewende veröffentlicht die nicht gewinnorientiert arbeitende ASUE Informationsmaterial und Ratgeber im Internet und auf einschlägigen Fachveranstaltungen.
Die wichtigsten Veröffentlichungen der letzten Jahre (Stand: März 2018; Auswahl) waren:
- 2014: BHKW-Kenndaten 2014/15
- 2016: Fact Sheet Brennstoffzellen
- 2016: Alte Heizung – Was nun?
- 2017: Energiewende anders

Die Arbeitsgemeinschaft wurde 1977 gegründet und ihr gehören 45 deutsche Unternehmen an (Stand: März 2018), darunter viele namhafte Gasversorger, Energieversorger und Stadtwerke, u. a. E.ON, RWE, Wingas, Thüga, EVM, Mainova, Gasag, MVV. Vereinssitz ist Berlin.
Schwerpunkte der Vereinsarbeit sind die Information und die Förderung von Technologien zur Erzeugung von Strom, Wärme und Kälte auf Basis von Brenngas:
- Brennstoffzellen
- Blockheizkraftwerke
- Gasturbinen
- Bio-Erdgas bzw. Biomethan und Biogas
- Gas-Wärmepumpen und Kältetechnik
- Heizungstechnik

Des Weiteren gibt die Arbeitsgemeinschaft Hilfestellung bei den Förder- und Anmeldebedingungen (z. B. EnEV, KfW) von KWK-Anlagen und nimmt am politischen Diskurs zu zukünftigen Behandlung der dezentralen und effizienten Energieanlagen teil.
Der Verein vergibt alle zwei Jahre den Innovationspreis der deutschen Gaswirtschaft.